# Šuva
Šuva (hebrejsky שׁוּבָה‎, v oficiálním přepisu do angličtiny Shuva) je vesnice typu mošav v Izraeli, v Jižním distriktu, v Oblastní radě Sdot Negev.

## Geografie
Leží v nadmořské výšce 109 metrů na severozápadním okraji pouště Negev; v oblasti která byla od 2. poloviny 20. století intenzivně zúrodňována a zavlažována a ztratila charakter pouštní krajiny. Jde o zemědělsky obdělávaný pás přiléhající k pásmu Gazy a navazující na pobřežní nížinu. Severně od mošavu začíná vádí Nachal Sa'ad.
Obec se nachází 13 kilometrů od břehu Středozemního moře, cca 72 kilometrů jihojihozápadně od centra Tel Avivu, cca 75 kilometrů jihozápadně od historického jádra Jeruzalému a 9 kilometrů jihozápadně od města Sderot. Šuvu obývají Židé, přičemž osídlení v tomto regionu je etnicky převážně židovské. 6 kilometrů severozápadním směrem ale začíná pásmo Gazy s početnou arabskou (palestinskou) populací.
Šuva je na dopravní síť napojena pomocí dálnice číslo 25.

## Dějiny
Šuva byla založena v roce 1950. Podle jiného zdroje vznikla až 12. dubna 1951. Jejími zakladateli byli Židé z Libye, kteří sem dorazili z přistěhovaleckých táborů. První skupina osadníků v březnu 1950 sestávala z 12 rodin. Zpočátku čelili těžkým ekonomickým podmínkám a byli závislí na přídělovém systému. Pak si někteří z nich našli práci na stavbách v okolních městech. Zároveň začal rozvoj zemědělské produkce. V roce 1951 proběhla výstavba prvních stálých domů. Počet osadníků ale zaostával za očekáváním. Dorazili sem proto další osadníci z řad Židů z Maroka a Tuniska. Vesnice se pak od roku 1957 rozdělila na dvě části, z druhé z nich se utvořil samostatný mošav Zimrat. Centrem vesnice byla synagoga. Roku 1954 se zde konala první svatba.
Zřízení vesnice iniciovala náboženská sionistická organizace ha-Po'el ha-Mizrachi, která v tomto regionu založila celý blok nábožensky orientovaných osad (Šuva Alef - dnešní Šuva, Šuva Bet - dnes Zimrat, Šuva Gimel - dnes Šokeda, Šuva Dalet - nerealizovaná vesnice Cumcha, Šuva He - dnes Tušija, Šuva Vav - dnes Kfar Maimon, Tkuma a Jošivja).
Vesnice je pojmenována podle biblického citátu z Knihy žalmů 126,3: „Hospodine, změň náš úděl, jako měníš potoky na jihu země“
V obci existuje 60 rodinných hospodářství. Místní ekonomika je založena na zemědělství (pěstování zeleniny, citrusů, chov drůbeže, ovcí a koz). V obci funguje zdravotní středisko, sportovní areály, obchod se smíšeným zbožím, synagoga, mikve a společenské centrum.

## Demografie
Obyvatelstvo mošavu je nábožensky orientované. Podle údajů z roku 2014 tvořili naprostou většinu obyvatel v Šuvě Židé (včetně statistické kategorie "ostatní", která zahrnuje nearabské obyvatele židovského původu ale bez formální příslušnosti k židovskému náboženství).
Jde o menší obec vesnického typu s dlouhodobě rostoucí populací. K 31. prosinci 2014 zde žilo 548 lidí. Během roku 2014 populace stoupla o 0,7 %.
| Rok            | 1961 | 1972 | 1983 | 1995 | 2001 | 2003 | 2004 | 2005 | 2006 | 2007 | 2008 | 2009 | 2010 | 2011 | 2012 | 2013 | 2014 |
| -------------- | ---- | ---- | ---- | ---- | ---- | ---- | ---- | ---- | ---- | ---- | ---- | ---- | ---- | ---- | ---- | ---- | ---- |
| Počet obyvatel | 447  | 415  | 424  | 348  | 326  | 351  | 356  | 371  | 393  | 405  | 425  | 425  | 454  | 519  | 536  | 544  | 548  |